# As-Suwayda
'As-Suwayda (tiếng Ả Rập: السويداء/La tinh hóa ALA-LC: as-Suwaydā, tiếng Pháp: Soueïda hay Sweida), cũng đánh vần Sweida hoặc Swaida, là một thành phố trọng điểm của người Druze nằm ở phía tây nam Syria, gần biên giới với Jordan.
Đây là thủ đô của tỉnh As-Suwayda, một trong 14 tỉnh của Syria, giáp Jordan ở miền Nam và Tỉnh Daraa ở phía Tây và Tỉnh bang Dimashq ở phía bắc và phía đông. Thành phố này được một số người gọi là "Tiểu Venezuela" do dòng người di cư Syria giàu có ở Venezuela.

## Nhân khẩu học và dân số
Cư dân của thành phố chủ yếu là người Druze với một thiểu số Kitô hữu chính thống Hy Lạp nổi tiếng.
Dân số của Tỉnh As-Suwayda là 313.231 người (điều tra dân số năm 2004). Theo ước tính từ Đại sứ quán Venezuela tại Damascus, gần 60% dân số As-Suwayda sinh ra trên lãnh thổ Venezuela và sở hữu hai quốc tịch, khiến thành phố được một số người gọi là Tiểu Venezuela.

## Lịch sử

### Thời đại cổ đại và trung cổ

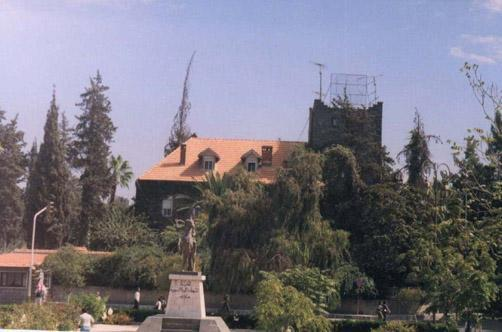
Quảng trường thành phố

Thành phố được thành lập bởi người Nabataeans là Suada. Nó được biết đến với cái tên Dionysias Soada (tiếng Hy Lạp cổ: Διονῡσιάς) vào thời Hy Lạp và Đế chế La Mã, đối với vị thần Dionysus, người bảo trợ rượu vang - thành phố nằm trong một khu vực sản xuất rượu vang nổi tiếng cổ đại.
Cái tên Dionysias đã thay thế tên cũ của Nabataean vào năm 149 sau khi ảnh hưởng của Nabataean giảm dần và sau đó tập trung về phía nam, do hậu quả của quá trình Hy Lạp hóa Coele-Syria. 

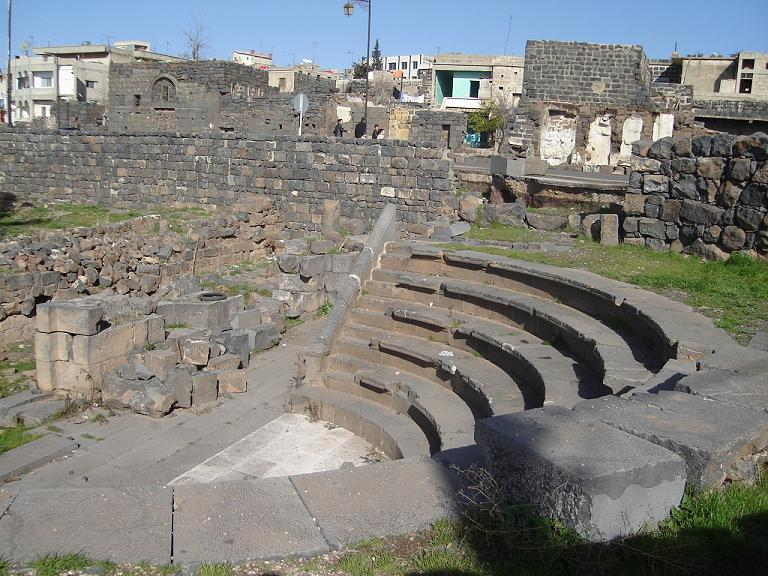
Agora của Dionysias

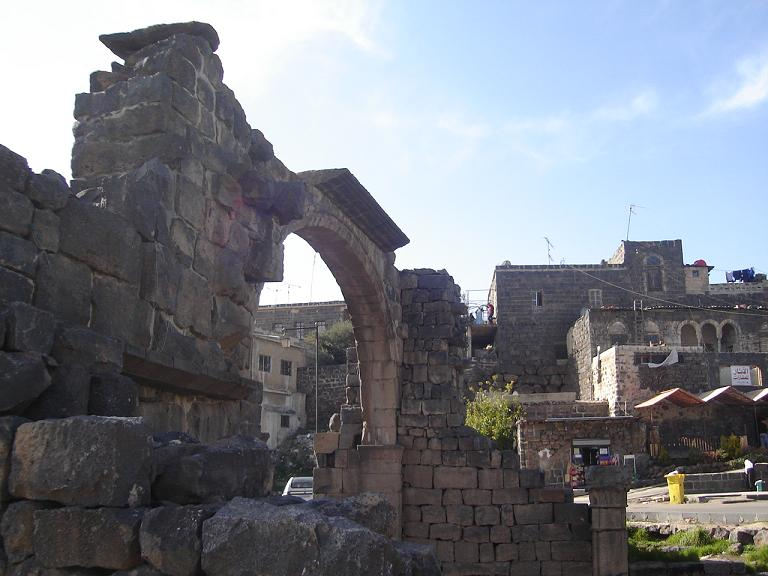
Cổng vòm của nhà thờ nhỏ hơn

Dionysias là một phần của La Mã tỉnh của Xê-út Petraea, và nhận được các quyền của Civitas trong triều đại của Commodus giữa 180-185.
Dionysus được thờ trong cùng một ngôi đền Nabatean dành riêng cho Dushara. Tập tục này liên kết việc thờ cúng các vị thần địa phương và Hy Lạp là phổ biến ở Syria Hy Lạp.
Tên này vẫn được sử dụng trong Đế chế Byzantine, khi thị trấn còn chịu ảnh hưởng của Ghassanids. Dionysias sau đó là một giáo phận với một giám mục achragan từ Bosra. Nó đã được đề cập trong Synecdemus of Hierocles. Sau những cuộc chinh phục đầu tiên của người Hồi giáo, nó đã trở thành một tiêu đề.
Yaqut al-Hamawi đã lưu ý vào những năm 1220 rằng As Suwaida là "một ngôi làng của tỉnh Hauran".

### Thời đại Ottoman
Năm 1596, As-Suwayda xuất hiện dưới tên Majdal Sawda trong sổ đăng ký thuế Ottoman như một phần của nahiya (thuộc cấp) của Bani Nasiyya của Hauran Sanjak. Nó có dân số 5 hộ gia đình và 5 cử nhân, tất cả đều theo đạo Hồi. Dân làng đã trả mức thuế cố định 20% cho các sản phẩm nông nghiệp khác nhau, bao gồm lúa mì, lúa mạch, vụ hè, dê và/hoặc tổ ong, ngoài "doanh thu không thường xuyên"; tổng cộng 6.125 akçe. 3/4 doanh thu đã đi đến một waqf.
Trong thời gian gần đây, Dionysias lần đầu tiên được xác định là-Suwayda bởi William Waddington.

### Kỷ nguyên hiện đại
Thành phố này đã được chính phủ nắm giữ trong suốt thời gian Nội chiến Syria và đã thấy tương đối ít chiến đấu. Vào ngày 28 tháng 10 năm 2012, lực lượng an ninh đã phát động một chiến dịch bắt giữ hàng loạt trong thành phố.

### Vụ tấn công As-Suwayda 2018
Vào ngày 25 tháng 7 năm 2018, thành phố, nơi cách xa tiền tuyến, đã bị rung chuyển bởi một loạt các cuộc tấn công khủng bố. Một nhóm gồm ít nhất 56 kẻ tấn công bị ISIS xâm nhập vào thành phố và khởi xướng một loạt vụ đấu súng và đánh bom tự sát trên đường phố của nó giết chết ít nhất 246 người, phần lớn trong số họ là dân thường. Nhiều kẻ khủng bố đã được báo cáo thiệt mạng trong vụ tấn công, đưa tổng số người chết lên ít nhất 302 người. Bốn mươi hai Druze tuổi từ 7 đến 60 đã bị ISIS bắt cóc và đang bị giam giữ. Một người đã bị xử tử đưa tổng số bị giam cầm lên 41 người.

## Khảo cổ học
Nhiều địa điểm khảo cổ có thể được tìm thấy ở phần cũ của thành phố:
- Đền Dionysus-Dushara: tám cột được trang trí tốt vẫn còn đứng từ đền.
- Nhà thờ Thánh Sergius: được xây dựng vào thế kỷ thứ năm. Nó có các yếu tố kiến trúc Byzantine, với một tu viện bao quanh nó. Vương cung thánh đường dành riêng cho Sergius.
- Các vòm của nhà thờ nhỏ hơn: chính nhà thờ bị hủy hoại. Một vòm vẫn còn đứng đó địa phương gọi là "The Gallows" (tiếng Ả Rập: المشنقة al-Mashnaqah) với trang trí họa tiết nho.
- Nhà hát: được phát hiện gần đây, phía nam Agora.

Thành phố có nhiều hồ chứa cổ, tháp và những ngôi nhà La Mã cổ vẫn còn có người ở.
Nhiều phần của thành phố cổ vẫn đang được khai quật, như cống dẫn nước La Mã, hồ chứa hình nón và một nhà hát La Mã lớn hơn.

## Khí hậu
Kiểu khí hậu của Suwayda được phân loại là ấm áp và ôn đới. Có nhiều mưa vào mùa đông hơn vào mùa hè ở As Suwayda. Vị trí này được phân loại là Csa bởi Köppen và Geiger. Nhiệt độ trung bình ở As Suwayda là 15,5 °C. Khoảng 323 mm lượng mưa rơi hàng năm. 
| Dữ liệu khí hậu của {{{location}}} | Dữ liệu khí hậu của {{{location}}} | Dữ liệu khí hậu của {{{location}}} | Dữ liệu khí hậu của {{{location}}} | Dữ liệu khí hậu của {{{location}}} | Dữ liệu khí hậu của {{{location}}} | Dữ liệu khí hậu của {{{location}}} | Dữ liệu khí hậu của {{{location}}} | Dữ liệu khí hậu của {{{location}}} | Dữ liệu khí hậu của {{{location}}} | Dữ liệu khí hậu của {{{location}}} | Dữ liệu khí hậu của {{{location}}} | Dữ liệu khí hậu của {{{location}}} | Dữ liệu khí hậu của {{{location}}} |
| Tháng                              | 1                                  | 2                                  | 3                                  | 4                                  | 5                                  | 6                                  | 7                                  | 8                                  | 9                                  | 10                                 | 11                                 | 12                                 | Năm                                |
| ---------------------------------- | ---------------------------------- | ---------------------------------- | ---------------------------------- | ---------------------------------- | ---------------------------------- | ---------------------------------- | ---------------------------------- | ---------------------------------- | ---------------------------------- | ---------------------------------- | ---------------------------------- | ---------------------------------- | ---------------------------------- |
| [ cần dẫn nguồn ]                  |                                    |                                    |                                    |                                    |                                    |                                    |                                    |                                    |                                    |                                    |                                    |                                    |                                    |